# UEFA Champions League
UEFA Champions League (viết tắt là UCL, còn được biết đến với tên gọi Cúp C1 châu Âu) là một giải đấu bóng đá cấp câu lạc bộ thường niên được tổ chức bởi Liên đoàn bóng đá châu Âu (UEFA) dành cho các câu lạc bộ có thứ hạng cao tại các giải vô địch quốc gia châu Âu. Đây là một trong những giải đấu bóng đá danh giá nhất trên thế giới và là giải đấu cấp câu lạc bộ danh giá nhất của bóng đá châu Âu, bao gồm các nhà vô địch của các giải vô địch quốc gia (đối với một số quốc gia còn có thêm một hoặc nhiều đội á quân) của các hiệp hội quốc gia.
Được giới thiệu vào năm 1955 với tên gọi European Champion Clubs' Cup, giải ban đầu được diễn ra theo thể thức loại trực tiếp và chỉ dành cho các câu lạc bộ vô địch của mỗi giải vô địch quốc gia. Giải đấu lấy tên gọi hiện tại vào năm 1992, bổ sung thêm một vòng bảng thi đấu vòng tròn hai lượt và cho phép nhiều câu lạc bộ từ cùng một quốc gia tham dự. Giải kể từ đó được mở rộng, và trong khi một số giải vô địch quốc gia của châu Âu vẫn chỉ có thể cho phép nhà vô địch của họ tham dự, những giải đấu hàng đầu giờ được phép cử đến bốn đội. Các câu lạc bộ xếp ngay sau ở giải vô địch quốc gia mà không lọt vào Champions League được phép tham dự giải hạng hai UEFA Europa League, và kể từ năm 2021, các đội không đủ điều kiện tham dự UEFA Europa League sẽ lọt vào giải hạng ba mới có tên gọi là UEFA Conference League.
Theo thể thức hiện tại, Champions League bắt đầu vào đầu tháng 7 với 3 vòng loại và 1 vòng play-off, tất cả được diễn ra qua hai lượt trận. 7 đội còn trụ lại tham dự vòng đấu hạng cùng với 29 đội đã lọt vào thẳng. Mỗi đội trong số 36 đội thi đấu gặp 8 đối thủ, 4 đội ở sân nhà và 4 đội ở sân khách. 24 đội xếp hạng cao nhất tiến vào vòng đấu loại trực tiếp kết thúc bằng trận chung kết vào cuối tháng 5 hoặc đầu tháng 6. Đội vô địch Champions League sẽ lọt vào Champions League mùa giải sau, UEFA Super Cup, FIFA Intercontinental Cup và FIFA Club World Cup.
Đã có 23 câu lạc bộ vô địch giải đấu, 12 trong số đó đã vô địch nhiều hơn một lần. Các câu lạc bộ Tây Ban Nha có số lần vô địch nhiều nhất (20 lần), theo sau là Anh (15 lần) và Ý (12 lần). Anh có nhiều đội vô địch nhất, với 6 câu lạc bộ đã từng vô địch giải đấu. Real Madrid là câu lạc bộ thành công nhất trong lịch sử giải đấu với 15 lần vô địch. Bayern Munich là câu lạc bộ duy nhất giành chiến thắng tất cả các trận đấu trong một mùa giải trên con đường tiến đến chức vô địch giải đấu ở mùa giải 2019–20. Paris Saint-Germain là nhà đương kim vô địch sau khi đánh bại Inter Milan 5–0 trong trận chung kết năm 2025.

## Lịch sử
Giải đấu châu Âu đầu tiên là Challenge Cup, một cuộc thi giữa các câu lạc bộ ở Đế quốc Áo-Hung. Cúp Mitropa, một cuộc thi được mô phỏng theo Challenge Cup, được tạo ra vào năm 1927, một ý tưởng của Hugo Meisl người Áo và các câu lạc bộ Trung Âu đấu với nhau. Năm 1930, Coupe des Nations (tiếng Pháp: Nations Cup), nỗ lực đầu tiên để tạo ra một chiếc cúp cho các câu lạc bộ vô địch quốc gia châu Âu, tham gia và tổ chức bởi câu lạc bộ Thụy Sĩ Servette. Được tổ chức tại Geneva, nó tập hợp mười nhà vô địch từ khắp các châu lục. Đội chiến thắng là Újpest của Hungary. Các quốc gia châu Âu Latin đã cùng nhau thành lập Cúp Latin vào năm 1949. Sau khi nhận được báo cáo từ các nhà báo của mình về Campeonato Sudamericano de Campeones năm 1948, Gabriel Hanot, biên tập viên của L'Équipe, đã đề xuất một giải thi đấu giữa các đội vô địch bóng đá các quốc gia. Sau khi Stan Cullis tuyên bố Wolverhampton Wanderers là "Nhà vô địch thế giới" sau một trận giao hữu thành công vào những năm 1950, đặc biệt là chiến thắng giao hữu 3-2 trước Budapest Honvéd, Hanot cuối cùng đã thuyết phục được UEFA tham gia một giải đấu như vậy. Nó được hình thành ở thành phố Paris của Pháp vào năm 1955 với tên là Cúp các câu lạc bộ vô địch châu Âu.

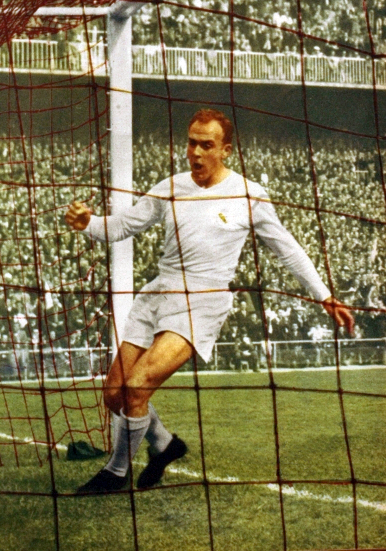
Alfredo Di Stéfano vào năm 1959. Ông đã dẫn dắt Real Madrid giành năm Cúp C1 châu Âu liên tiếp từ năm 1956 đến 1960

Cúp C1 châu Âu lần đầu diễn ra trong mùa giải 1955-56. Mười sáu đội tham gia: Milan (Ý), AGF Aarhus (Đan Mạch), Anderlecht (Bỉ), Djurgården (Thụy Điển), Gwardia Warszawa (Ba Lan), Hibernian (Scotland), Partizan (Nam Tư), PSV Eindhoven (Hà Lan), Rapid Wien (Áo), Real Madrid (Tây Ban Nha), Rot-Weiss Essen (Tây Đức), Saarbrücken (Saar), Servette (Thụy Sỹ), Sporting CP (Bồ Đào Nha), Stade de Reims (Pháp) và Vörös Lobogó (Hungary). Trận đấu Cúp C1 châu Âu đầu tiên diễn ra vào ngày 4 tháng 9 năm 1955 và kết thúc với tỷ số hòa 3-3 giữa Sporting CP và Partizan. Bàn thắng đầu tiên trong lịch sử Cúp C1 châu Âu được ghi bởi João Baptista Martins của Sporting CP. Trận chung kết đã diễn ra tại sân vận động Công viên các Hoàng tử giữa Stade de Reims và Real Madrid. Đội bóng của Tây Ban Nha đã lội ngược dòng giành chiến thắng 4-3 nhờ các bàn thắng của Alfredo Di Stéfano và Marquitos, cũng như cú đúp của Héctor Rial.

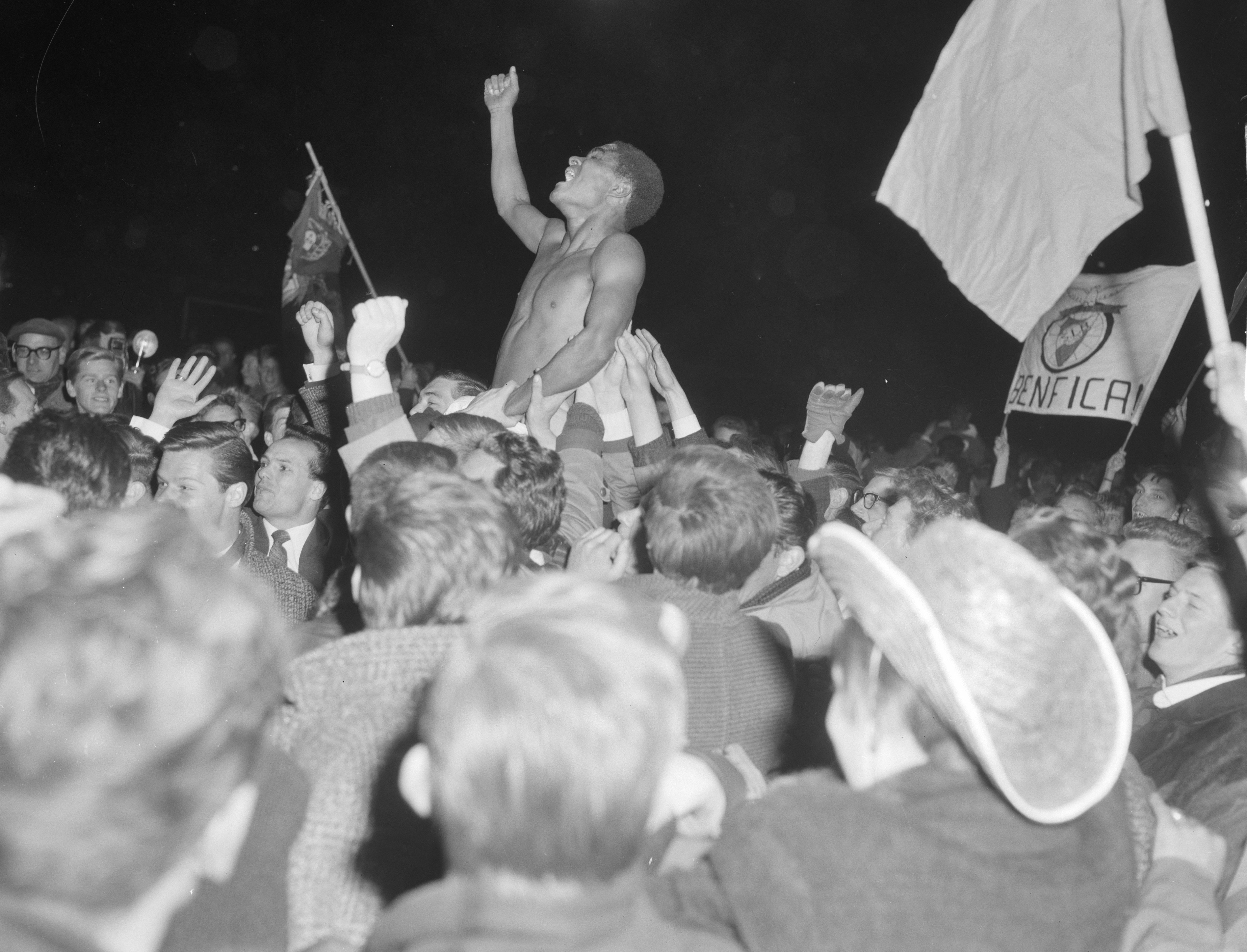
Eusébio ăn mừng chiến thắng Cúp C1 châu Âu năm 1962 của Benfica

Real Madrid đã bảo vệ thành công chiếc cúp mùa tới trên sân nhà của họ, Santiago Bernabéu, khi đối đầu với Fiorentina. Sau hiệp một không biết mệt mỏi, Real Madrid đã ghi hai bàn sau sáu phút để đánh bại đội bóng Ý. Năm 1958, Milan đã không tận dụng thành công sau khi vượt lên dẫn trước hai lần, sau lại để Real Madrid cân bằng. Trận chung kết được tổ chức tại sân vận động Heysel đã đến hiệp phụ, nơi Francisco Gento ghi bàn thắng trận đấu để cho phép Real Madrid củng cố danh hiệu chức vô địch lần thứ ba liên tiếp. Trong trận tái đấu ở trận chung kết, Real Madrid đã phải đối mặt với Stade Reims tại trận đấu ở Neckarstadion cho trận chung kết mùa giải 1958-59, dễ dàng giành chiến thắng 2-0. Phía Tây Đức, Eintracht Frankfurt trở thành đội bóng không phải thuộc một nước latin đầu tiên lọt vào trận chung kết Cúp C1 châu Âu. Trận chung kết mùa giải 1959-60 vẫn giữ kỷ lục về số bàn thắng ghi được nhiều nhất, khi Real Madrid đánh bại Eintracht Frankfurt 7-3 ở Hampden Park, nhờ cú poker của Ferenc Puskás và cú hat-trick của Alfredo Di Stéfano. Đây là danh hiệu thứ năm liên tiếp của Real Madrid, một kỷ lục vẫn còn tồn tại đến ngày hôm nay.

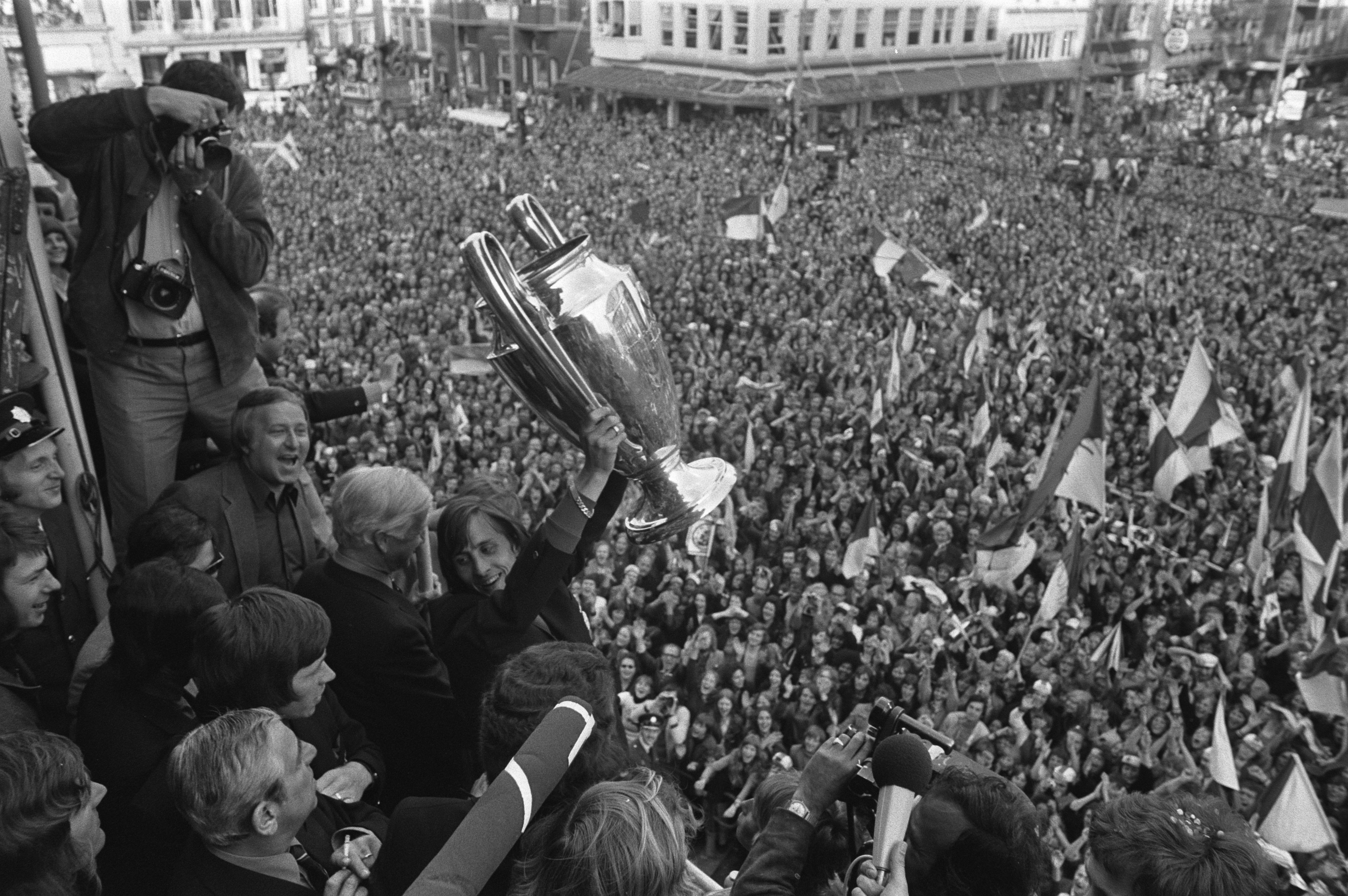
Johan Cruyff ăn mừng Cúp C1 châu Âu tại Ajax Amsterdam sau chiến thắng năm 1972 của Ajax

Triều đại của Real Madrid kết thúc ở mùa giải 1960-61 khi kình địch Barcelona truất ngôi họ ở vòng đầu tiên. Tuy nhiên, chính Barcelona bị đánh bại trong trận chung kết bởi đội bóng Bồ Đào Nha là Benfica với tỷ số 3-2 tại Sân vận động Wankdorf. Được củng cố bởi Eusébio, Benfica đã đánh bại Real Madrid 5-3 tại sân vận động Olympic ở Amsterdam và giữ cúp cho mùa thứ hai liên tiếp. Benfica muốn lặp lại thành công của Real Madrid nhưng cú đúp từ cầu thủ người Brazil gốc Ý Jose Altafini tại sân vận động Wembley đã trao chiến lợi phẩm lại cho Milan, khiến chiếc cúp rời khỏi bán đảo Iberia lần đầu tiên. Internazionale đánh bại một lão tướng - Real Madrid 3-1 trong trận đấu ở Ernst-Happel-Stadion để giành chiến thắng trong mùa giải 1963-64. Danh hiệu ở lại thành phố Milan trong năm thứ ba liên tiếp sau khi Inter đánh bại Benfica 1-0 tại sân nhà của họ, San Siro.
Từ mùa bóng 1992-93, giải được đổi tên thành UEFA Champions League. Và đến mùa bóng 1997-98, có một sự thay đổi lớn trong điều lệ giải, ngoài các đội vô địch quốc gia, các đội có thứ hạng cao trong mỗi giải vô địch (số lượng đội của mỗi quốc gia dựa theo bảng xếp hạng các thành viên UEFA trong 5 năm gần nhất) cũng có quyền tham dự. Mùa bóng năm 2005-06 và 2006-07, 3 quốc gia Tây Ban Nha, Anh và Ý (từ mùa bóng 2013-14, Ý chỉ còn 3 đội tham dự, vì Đức đã lấy mất một suất của Ý), được quyền cử 4 đội tham gia.

## Nhạc hiệu
-Zinedine Zidane
Nhạc hiệu UEFA Champions League, có tên chính thức là "Champions League", được viết bởi Tony Britten soạn theo phong cách của nhà soạn nhạc người Đức George Frideric Handel (1685-1759) với âm hưởng chủ yếu theo bài Zadok the Priest (một trong những bài hát theo hướng đăng quang của ông). UEFA ủy nhiệm cho Britten vào năm 1992 để viết một bài nhạc hiệu và tác phẩm được trình diễn bởi Dàn nhạc Hoàng gia Philharmonic của London. Trang web chính thức của UEFA tuyên bố, hiện nay nhạc hiệu gần như mang tính biểu tượng như chiếc cúp."

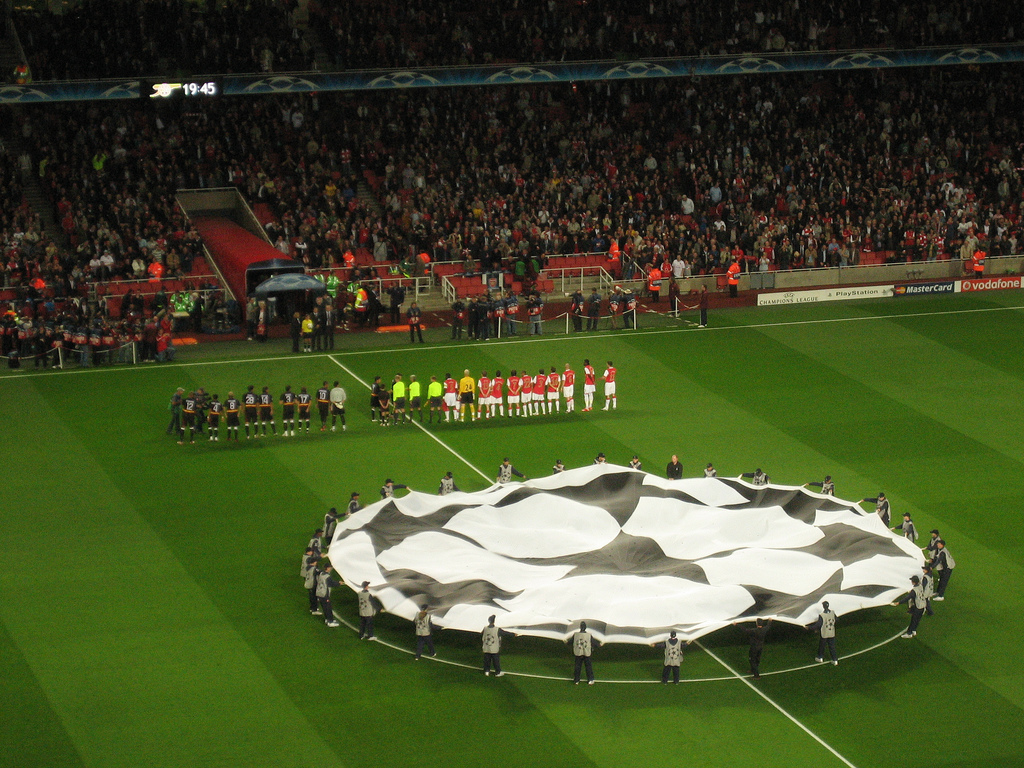
Nhạc nền Champions League được sử dụng trước khi bắt đầu mỗi trận đấu khi hai đội được xếp hàng trong khi logo Champions League căng ra ở vòng tròn trung tâm.

Điệp khúc chứa ba ngôn ngữ chính thức được UEFA sử dụng: tiếng Anh, tiếng Đức và tiếng Pháp. Khoảnh khắc cao trào được đặt thành câu cảm thán 'Die Meister! Die Besten! Les Grandes Équipes! The Champions!'. Điệp khúc của quốc ca được phát trước mỗi trận đấu của UEFA Champions League khi hai đội được xếp hàng, cũng như ở đầu và cuối chương trình phát sóng trên truyền hình về các trận đấu. Ngoài bài nhạc hiệu, còn có nhạc dẫn, trong đó có các phần của bài nhạc hiệu, được chơi khi các đội vào sân. Bài nhạc hiệu hoàn chỉnh dài khoảng ba phút và có hai câu thơ ngắn cùng điệp khúc.
Các lần hát đặc biệt được trình diễn trực tiếp tại Chung kết Champions League với lời bài hát bằng các ngôn ngữ khác, đổi sang ngôn ngữ của quốc gia chủ nhà cho phần điệp khúc. Các phiên bản này đã được thực hiện bởi Andrea Bocelli (Ý) (Rome 2009, Milan 2016 và Cardiff 2017), Juan Diego Flores (Tây Ban Nha) (Madrid 2010), All Angels (Wembley 2011), Jonas Kaufmann, David Garrett (Munich 2012) và Mariza (Lisbon 2014). Trong trận chung kết năm 2013 tại sân vận động Wembley, đoạn điệp khúc đã được chơi hai lần. Tại Kiev 2018, phiên bản nhạc cụ của hợp xướng đã được chơi bởi 2Cellos. Bài quốc ca đã được phát hành thương mại với phiên bản gốc trên iTunes và Spotify với tên Champions League Theme. Vào năm 2018, nhà soạn nhạc Hans Zimmer đã phối lại giai điệu với rapper Vince Staples cho trò chơi video FIFA 19 của EA Sports, FIFA và cũng như trong đoạn giới thiệu của trò chơi.

## Giải thưởng

### Chiếc cúp và huy chương

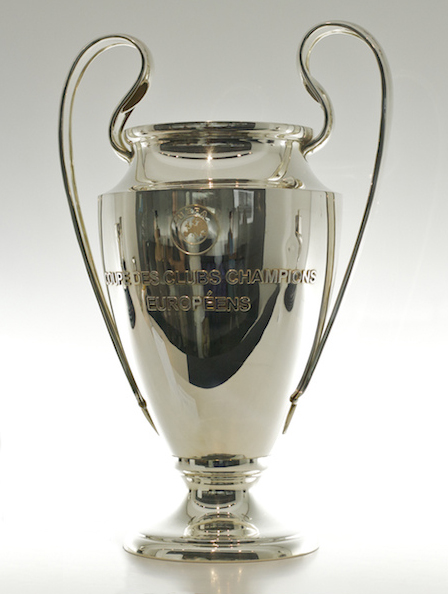
Chiếc cúp UEFA Champions League

Cúp cao 74 cm, nặng 11 kg và đắt giá nhất khoảng 200.000 franc. Đội đoạt cúp còn được nhận huy chương vàng và một bản sao của chiếc cúp với kích cỡ nhỏ hơn, đồng thời có quyền giữ chiếc cúp thật trong vòng một năm trước khi trao lại cho UEFA "trong tình trạng nguyên xi" (nếu hư hại sẽ bị phạt nặng), một tháng trước trận chung kết lần sau.
Mỗi năm, đội chiến thắng được trao cúp vô địch châu Âu, với phiên bản hiện tại được trao từ năm 1967. Từ mùa giải 1968–69 đến trước mùa 2008–09, nếu một đội đoạt chức vô địch 3 lần liên tiếp, hoặc trong 5 lần khác nhau, đội đó có quyền sở hữu vĩnh viễn chiếc cúp và UEFA sẽ phải làm một chiếc cúp khác hoàn toàn giống hệt (UEFA luôn giữ lại bản gốc). 5 câu lạc bộ có được vinh dự này là Real Madrid (15 lần vô địch); A.C. Milan (7 lần); FC Bayern München (6 lần, trong đó 3 lần liên tiếp); Liverpool FC (6 lần); Ajax Amsterdam (4 lần, trong đó 3 lần liên tiếp). Kể từ năm 2009, UEFA sẽ giữ vĩnh viễn bản gốc của chiếc cúp, do vậy một câu lạc bộ nếu đạt đủ 5 danh hiệu vô địch, hoặc vô địch 3 lần liên tiếp sẽ nhận được một bản sao của chiếc cúp với cùng kích thước và tên của nhà vô địch được khắc trên đó, cùng với phù hiệu cho những người chiến thắng. Đó là một logo nhỏ hình elip, nền xám, phác thảo một phần của chiếc cúp với viền trắng, ở giữa là số danh hiệu vô địch C1 của câu lạc bộ. Năm câu lạc bộ kể trên, cùng với F.C. Barcelona với chức vô địch thứ 5 vào mùa giải 2014–15 sẽ được gắn phù hiệu cho những người chiến thắng trên tay trái của áo thi đấu mãi về sau, mỗi khi thi đấu tại UEFA Champions League.
Tính đến mùa giải 2012–13, 40 huy chương vàng được trao cho những đội vô địch Champions League và 40 huy chương bạc cho á quân.

### Tiền thưởng

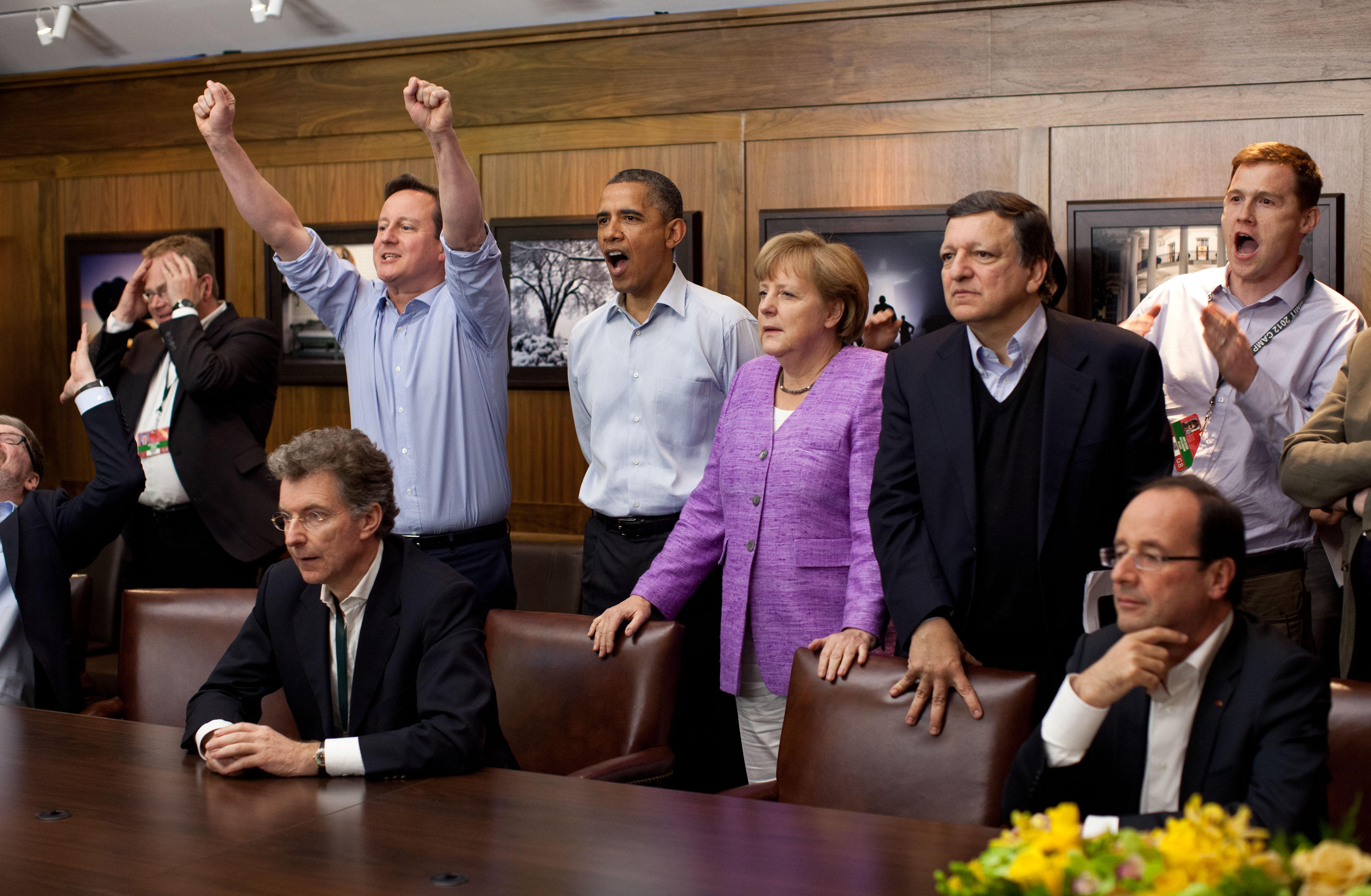
Các nguyên thủ G8 tạm nghỉ trong cuộc họp thượng đỉnh để theo dõi trận chung kết năm 2012 tại Trại David, Mỹ vào ngày 19 tháng 5 năm 2012.

Kể từ mùa giải 2024–25, số tiền thưởng cố định được trả cho các câu lạc bộ như sau:
- Vòng play-off: 4.290.000 €
- Tiền thưởng chung ở vòng đấu hạng: 18.620.000 €
- Đội thắng trong 1 trận vòng đấu hạng: 2.100.000 €
- Đội hòa trong 1 trận vòng đấu hạng: 700.000 €
- Đội nằm trong top 8 ở vòng đấu hạng: 2.000.000 €
- Đội nằm từ hạng 9 đến 16 ở vòng đấu hạng: 1.000.000 €
- Vòng play-off đấu loại trực tiếp: 1.000.000 €
- Vòng 16 đội: 11.000.000 €
- Vòng tứ kết: 12.500.000 €
- Bán kết: 15.000.000 €
- Á quân: 18.500.000 €
- Vô địch: 25.000.000 €

Điều này có nghĩa là một câu lạc bộ có thể kiếm được tiền thưởng nhiều nhất lên đến 144.710.000 € theo cấu trúc này, không tính tiền thưởng chung của các vòng đấu loại, vòng play-off hoặc nhóm thị trường.
Một phần lớn doanh thu phân phối từ UEFA Champions League được liên kết với "nhóm thị trường", phân phối được xác định bởi giá trị của thị trường truyền hình ở mỗi quốc gia. Đối với mùa giải 2014–15, Juventus, đội á quân của giải, đã kiếm được gần 89,1 triệu euro, trong đó có 30,9 triệu euro là tiền thưởng, so với 61,0 triệu euro kiếm được từ Barcelona, đội vô địch của giải và trong đó có 36,4 triệu euro là tiền thưởng. Riêng trong mùa giải 2019–20, đội á quân Paris Saint-Germain đã kiếm được gần 126,8 triệu euro, trong đó có 101,3 triệu euro là tiền thưởng, so với 125,46 triệu euro kiếm được từ đội vô địch Bayern Munich và trong đó có 112,96 triệu euro là tiền thưởng.
Doanh thu và lợi nhuận của UEFA Champions League đến từ quảng cáo, vé trận đấu... cũng như bản quyền truyền hình tại mỗi quốc gia sẽ được dùng để chia thưởng cho các câu lạc bộ cũng như liên đoàn của các quốc gia có câu lạc bộ tham dự.
UEFA trong năm 2012 đã ước tính doanh thu từ UEFA Champions League và UEFA Super Cup là 1,34 tỷ €.

## Quy định

### Các đội tham dự và thể thức thi đấu

#### Từ khởi đầu tớimùa bóng 1996-97
Kể từ khi ra đời với tên gọi European Champion Clubs' Cup (tức Cúp C1), giải đấu này chỉ dành cho các đội đoạt chức vô địch quốc gia tại giải vô địch hạng cao nhất của các quốc gia châu Âu là thành viên của UEFA và đội đương kim vô địch của mùa giải trước - đang giữ cúp.
Vì vậy, nếu một đội bóng không bảo vệ được danh hiệu vô địch trong nước nhưng đoạt được cúp C1 thì năm sau tiếp tục được dự giải và quốc gia đó sẽ là nước duy nhất có 2 đội dự Cúp C1. Nếu đội vô địch Cúp C1 đồng thời đoạt "cú đúp" - vô địch cả giải trong nước thì quốc gia đó vẫn chỉ có 1 đội dự cúp này như những nước khác. Trong cả trường hợp đội vô địch Cúp C1 bị xuống hạng ở giải trong nước vẫn được dự giải này trong mùa bóng tiếp theo.
Thể thức duy nhất mà UEFA áp dụng từ năm 1955 tới năm 1991 là phân cặp đấu loại trực tiếp từ vòng đầu tới vòng cuối cùng. Vòng đầu có 32 đội, lần lượt qua 5 lượt tới trận chung kết còn 2 đội.
Mùa bóng 1986-87, vòng 1 Cúp C1 chỉ có 31 đội tham dự do sự cố chính trị làm vắng mặt 1 thành viên. Do đó đội đương kim vô địch là Steaua Bucharest của Rumani được vào thẳng vòng 2.

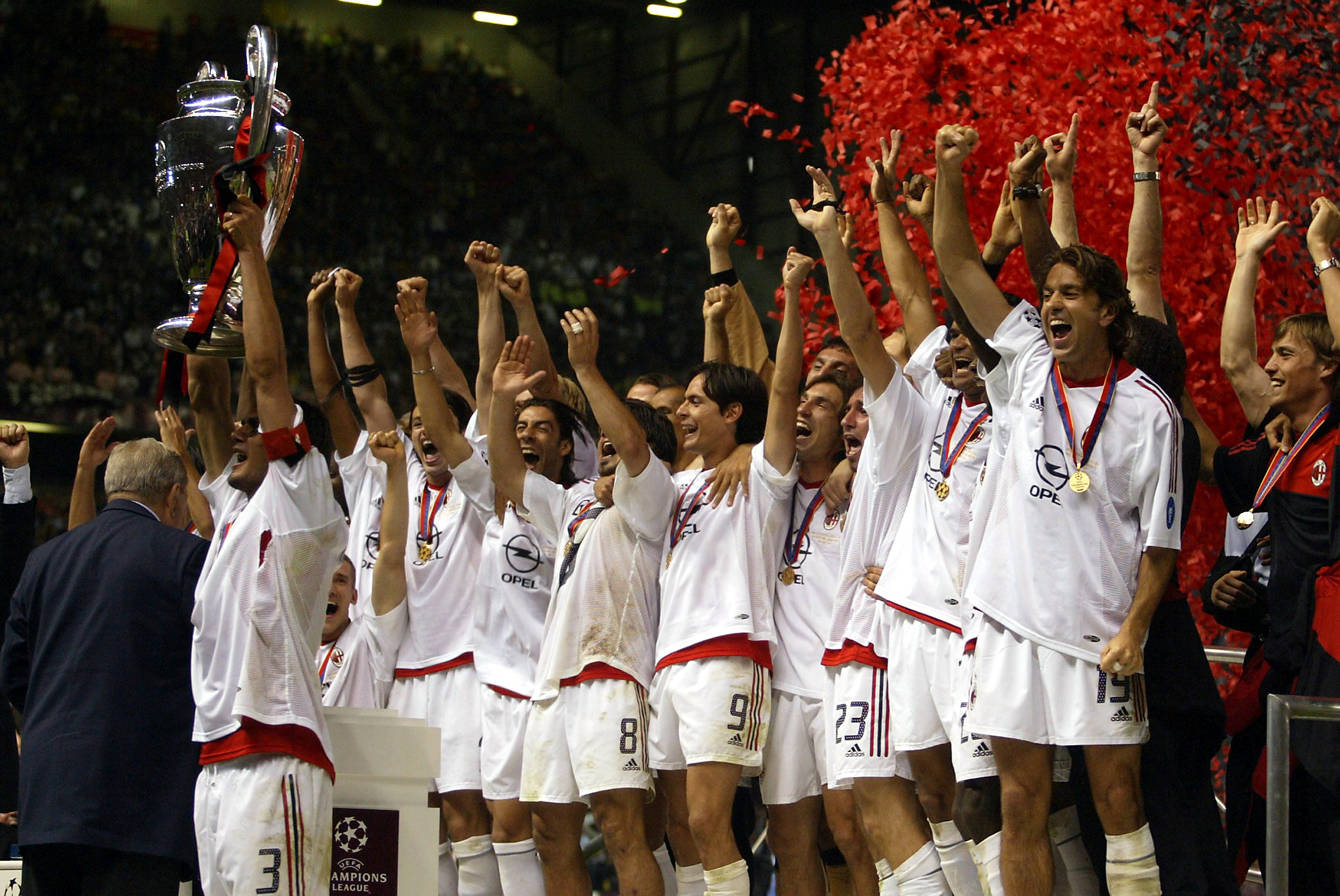
AC Milan mừng chiến thắng năm 2003

Ở mùa giải 1991-92, Cúp C1 vẫn mang tên là European Champion Clubs' Cup như trước đây, nhưng UEFA đã thử nghiệm một thể thức thi đấu mới. 8 đội lọt vào tứ kết được chia làm hai bảng thi đấu vòng tròn một lượt (vẫn gồm 2 lượt trận sân nhà sân khách cho mỗi cặp đấu), chọn ra 2 đội đầu bảng vào thi đấu trận chung kết.
Mùa giải 1992-93, giải bóng đá này chính thức được đổi tên thành UEFA Champions League - giải đấu của các nhà vô địch. Lúc này, vòng tứ kết vẫn gồm 8 đội nhưng lại có thêm vòng bán kết. Trận bán kết diễn ra giữa đội nhất bảng này gặp nhì bảng kia, nhưng chỉ thi đấu một trận duy nhất trên sân của những đội nhất bảng.
Real Madrid là đội bóng giữ kỷ lục lâu bị loại ở Cúp C1 nhất. Tính từ khi tham gia năm 1955 tới năm 1960, Real Madrid liên tục vô địch cúp này 5 năm và chưa từng bị loại. Tới mùa bóng 1960-61, Real cùng FC Barcelona là đội vô địch trong nước cùng đại diện cho Tây Ban Nha dự giải. Do thời đó chưa có quy định hạt giống nên việc bốc thăm ngẫu nhiên khiến Real Madrid và Barcelona gặp nhau ngay vòng đầu. Kết quả Barcelona đã loại Real bằng kết quả hoà 2-2 ở Sân vận động Santiago Bernabéu và thắng 2-1 ở Camp Nou. Đó là lần đầu tiên Real Madrid bị loại ở Cúp C1.

#### Từmùa bóng 1997-98đếnmùa 2014-15
UEFA mở rộng số đội tham dự, cho phép các nước có thành tích cao nhất được cử 2 đại diện tham dự - đội vô địch và đội á quân. Do số đội tăng lên, số đội dự vòng bảng là 16 và do đó có bốn bảng sau 2 vòng đầu. 8 đội đứng đầu bốn bảng lọt vào vòng tứ kết, đấu loại trực tiếp tới chung kết.
Trong những năm tiếp theo, do sức ép từ phía nhóm G-14, các đội bóng mạnh và giàu có ở châu Âu, UEFA mở rộng đối tượng tham dự Champions League hơn, cho phép 3 quốc gia có thành tích cao nhất được cử tới 4 đội tham dự, các nước có thành tích thấp hơn có số đội tham dự giảm dần, để tạo điều kiện cho những đội bóng giàu có cơ hội đoạt Cúp này ngay cả khi không vô địch trong nước nhiều năm liền.
Các vòng loại cho các đội yếu từ những nước có hệ số điểm thấp được thu xếp từ mùa hè để bắt đầu vào tháng 9, vòng 1 bắt đầu là vòng đấu bảng với số đội tham gia là 32 đội tại tám bảng đấu.
Quy định mở rộng đối tượng tham dự này khiến cho giải thực chất không còn đúng với tên gọi "giải đấu của các nhà vô địch" - Champions League nữa.

#### Từmùa giải 2015–16đếnmùa giải 2017–18
Bắt đầu từ mùa giải 2015–16, đương kim vô địch UEFA Europa League sẽ được phép tham dự UEFA Champions League, nhưng chỉ bắt đầu từ vòng play-off, nhằm đảm bảo khả năng tham gia vòng bảng của các đội bóng cạnh tranh khác. Đội vô địch UEFA Europa League sẽ được tham dự UEFA Champions League ngay từ vòng bảng với điều kiện đội vô địch UEFA Champions League đã giành vé từ đường quốc nội. Do đó, số lượng tối đa đội bóng đến từ cùng một quốc gia có thể tham gia Champions League cũng đã được tăng từ bốn lên năm đội.
Từ mùa giải 2018–19
Số đội đá play-off sẽ giảm từ 20 đội xuống còn 12 đội nghĩa là 4 đội xếp thứ 4 từ các giải vô địch quốc gia xếp hạng từ 1 đến 4 sẽ được vào thẳng vòng bảng.
- Thay đổi người: Kể từ vòng knock-out, các HLV có thể thay cầu thủ thứ 4 trong trường hợp đội bóng của họ phải đá hiệp phụ.
- Thời gian: Thay vì diễn ra vào 19h45 (giờ GMT) như trước đây, các trận đấu có thể bắt đầu vào 2 khung giờ mới là 17h55 (GMT) và 20h00 (GMT).
- Số lượng cầu thủ đăng ký cho mỗi trận: UEFA cho phép các đội tăng số lượng cầu thủ đăng ký cho mỗi trận từ 18 lên thành 23. Như vậy sau khi bố trí đội hình xuất phát các HLV còn tới 12 sự lựa chọn để tung vào sân lúc cần.
- Cầu thủ mới: Sau vòng bảng, các đội có thể đăng ký thêm 3 cầu thủ mới mà không có bất kỳ hạn chế nào.

### Vòng loại

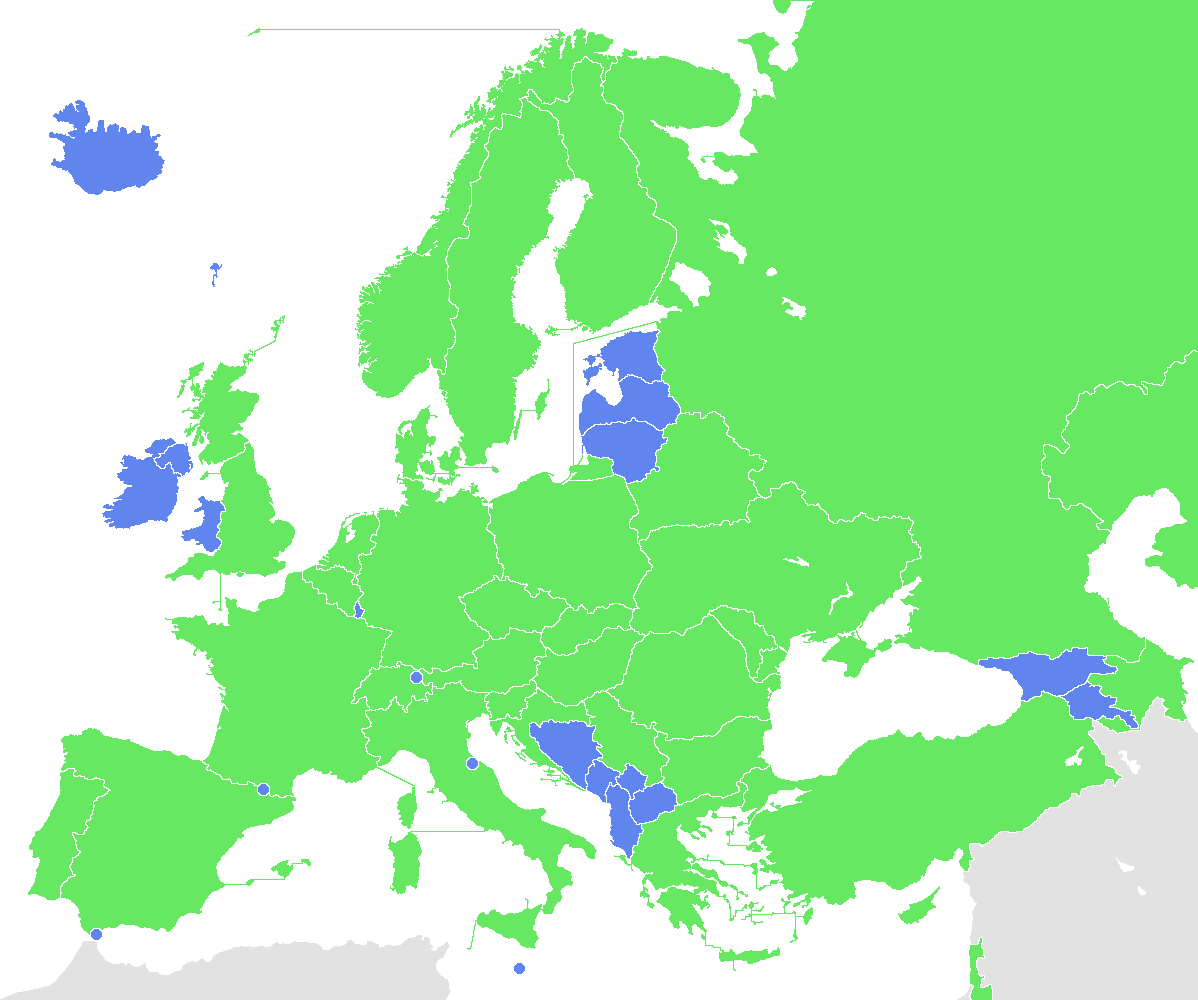
Bản đồ các quốc gia UEFA có các đội lọt vào vòng bảng UEFA Champions League
Quốc gia thành viên UEFA có đại diện ở vòng bảng
Quốc gia thành viên UEFA chưa có đại diện ở vòng bảng

Kể từ mùa giải 2009-10, UEFA Champions League bắt đầu với vòng đấu bảng gồm 32 đội, trước đó là hai vòng loại 'luồng' cho các đội không được vào thẳng giải đấu. Hai luồng được phân chia giữa các đội đủ điều kiện nhờ vô địch giải đấu trong nước và những đội đủ điều kiện nhờ đứng từ hạng 2 đến hạng 4 trong bảng xếp hạng giải vô địch quốc gia trong nước của mỗi đội bóng.
Số lượng đội bóng mà mỗi hiệp hội được tham gia UEFA Champions League dựa trên các hệ số do UEFA đưa ra cho các hiệp hội. Các hệ số này được xét bởi kết quả của các câu lạc bộ đại diện cho mỗi hiệp hội trong mùa giải Champions League và UEFA Europa League/UEFA Cup trước đó. Hệ số của hiệp hội càng cao, càng có nhiều đội đại diện cho hiệp hội tham gia Champions League và được hưởng lợi vì có càng ít vòng đấu loại mà các đội của hiệp hội phải thi đấu.
Ngoài các tiêu chí trên, bất kỳ câu lạc bộ nào cũng phải được hiệp hội quốc gia của mình cấp phép tham gia Champions League. Để có được giấy phép này, câu lạc bộ phải đáp ứng một số yêu cầu về tiêu chuẩn sân vận động, cơ sở hạ tầng và nguồn tài chính.
Mùa giải 2005–06, Liverpool và Artmedia Bratislava đã trở thành những đội đầu tiên lọt vào vòng bảng Champions League sau khi chơi ở cả ba vòng loại. Trong mùa 2008–09, cả BATE Borisov và Anorthosis Famagusta đều đạt được thành tích tương tự. Real Madrid đang giữ kỷ lục xuất hiện liên tiếp nhiều nhất ở vòng bảng, có đủ điều kiện 25 lần liên tiếp (1997–nay). Họ bị bám sát bởi Arsenal với 19 lần tham dự (1998-2016) và Manchester United là 18 lần (1996–2013).
Từ năm 2003 đến 2008, không có sự khác biệt nào được đưa ra giữa nhà vô địch và không vô địch trong vòng loại. 16 đội xếp hạng hàng đầu trải rộng trên các giải đấu lớn nhất trong nước đủ điều kiện trực tiếp cho vòng bảng giải đấu. Trước đó, ba vòng đấu loại trực tiếp sơ bộ để đánh bại các đội còn lại.
Một ngoại lệ đối với hệ thống vòng loại châu Âu thông thường đã xảy ra vào năm 2005, sau khi Liverpool vô địch Champions League năm trước, nhưng không hoàn thành vị trí vòng loại Champions League tại Premier League mùa đó. UEFA đã dành sự phân phối đặc biệt cho Liverpool để tham dự Champions League, mang lại cho Anh năm vị trí vòng loại. UEFA sau đó phán quyết rằng các nhà vô địch bảo vệ đủ điều kiện cho cuộc đua năm sau bất kể thứ hạng giải đấu trong nước của họ. Tuy nhiên, đối với những giải đấu có bốn đội tham dự Champions League, điều này có nghĩa là, nếu người chiến thắng Champions League nằm ngoài bốn đội hàng đầu của giải đấu trong nước, nó sẽ đủ điều kiện để trả giá cho đội xếp thứ tư trong giải đấu. Cho đến mùa 2015-16, không có hiệp hội nào có thể có nhiều hơn bốn đội tham gia Champions League. Vào tháng 5 năm 2012, Tottenham Hotspur đứng ở vị trí thứ tư tại Premier League mùa giải 2011-12, hơn 2 bậc so với Chelsea, nhưng không đủ điều kiện cho Champions League mùa 2012-13. Tottenham đã bị hạ bệ ở UEFA Europa League 2012-13.
Vào tháng 5 năm 2013, người ta đã quyết định rằng, bắt đầu từ mùa 2015-16 (và tiếp tục ít nhất là cho đến mùa giải 2017-18), những đội chiến thắng UEFA Europa League mùa trước sẽ đủ điều kiện tham dự UEFA Champions League, tham gia từ vòng play-off và bước vào vòng bảng.
Vào năm 2007, Michel Platini, chủ tịch UEFA, đã đề xuất lấy một vị trí trong ba giải đấu với bốn đội tham gia và phân bổ nó cho người chiến thắng cúp quốc gia đó. Đề xuất này đã bị từ chối trong một cuộc bỏ phiếu tại cuộc họp của Hội đồng Chiến lược UEFA. Tuy nhiên, trong cùng một cuộc họp, người ta đã đồng ý rằng đội xếp thứ ba trong ba giải đấu hàng đầu sẽ nhận được vòng loại tự động cho vòng bảng, thay vì vào vòng loại thứ ba, trong khi đội hạng tư sẽ vào vòng chơi tắt vòng cho những đội không vô địch, đảm bảo một đối thủ từ một trong 15 giải đấu hàng đầu châu Âu. Đây là một phần trong kế hoạch của Platini nhằm tăng số lượng đội đủ điều kiện trực tiếp vào vòng bảng, đồng thời tăng số lượng đội từ các quốc gia xếp hạng thấp hơn ở vòng bảng.
Năm 2012, Arsène Wenger gọi việc đủ điều kiện tham gia Giải vô địch bằng cách hoàn thành bốn vị trí hàng đầu tại Giải Ngoại hạng Anh với tên gọi "Cúp thứ 4". Cụm từ được đặt ra sau một cuộc hội thảo trước trận đấu khi ông được hỏi về việc Arsenal không có cúp sau khi thua FA Cup. Ông ấy nói "Chiếc cúp đầu tiên là hoàn thành trong top bốn". Tại Đại hội cổ đông 2012 của Arsenal, Wenger cũng được trích dẫn: "Đối với tôi có năm danh hiệu mỗi mùa: Premier League, Champions League, thứ ba là đủ điều kiện cho Champions League..."

### Vòng bảng và vòng đấu loại trực tiếp
Giải đấu bắt đầu với vòng bảng gồm 32 đội, được chia thành tám bảng. Hạt giống được sử dụng trong khi thực hiện bốc thăm cho giai đoạn này, trong khi các đội từ cùng một quốc gia có thể không nằm cùng một bảng đấu với nhau. Đội chiến thắng và á quân từ mỗi bảng sau đó tiến vào vòng tiếp theo. Đội đứng thứ ba bước vào UEFA Europa League.
Đối với giai đoạn này, đội chiến thắng từ một bảng thi đấu với đội á quân từ một bảng khác và các đội từ cùng một hiệp hội có thể không được đối đầu với nhau. Từ vòng tứ kết trở đi, việc bốc thăm là hoàn toàn ngẫu nhiên. Giải đấu sử dụng luật bàn thắng sân khách cho đến mùa giải 2020–21.
Vòng bảng được chơi từ tháng 9 đến tháng 12, trong khi vòng đấu loại trực tiếp bắt đầu vào tháng Hai. Các trận đấu loại trực tiếp được chơi ở sân khách và sân nhà, ngoại trừ trận chung kết. Trận chung kết thường được tổ chức vào hai tuần cuối tháng Năm hoặc vào những ngày đầu tháng Sáu, đã xảy ra trong ba năm số lẻ liên tiếp kể từ năm 2015.

### Xếp hạng vòng bảng
Đội thắng được 3 điểm, hòa 1 điểm, thua 0 điểm. Trong trường hợp có hai hay nhiều đội bằng điểm nhau sau khi vòng đấu bảng kết thúc, việc phân định ngôi thứ sẽ dựa trên các tiêu chuẩn sau:
- Giành được nhiều điểm hơn trong các trận đối đầu trực tiếp.
- Có hiệu số bàn thắng bại cao hơn trong các trận đối đầu trực tiếp.
- Ghi được nhiều bàn thắng trên sân của đối phương hơn trong các trận đối đầu trực tiếp.
- Có hiệu số bàn thắng bại của tất cả các trận đấu trong bảng cao hơn.
- Ghi được nhiều bàn thắng hơn trong tất cả các trận đấu trong bảng.
- Hệ số điểm của quốc gia vào thời điểm đầu mùa bóng (Hệ số này do UEFA thiết lập và xếp hạng). Đội đứng thứ ba tại mỗi bảng sẽ chuyển xuống chơi vòng 32 đội tại UEFA Europa League.

### Phân bổ
Sau đây là thể thức thi đấu mới nhất của UEFA Champions League từ mùa 2024-25.
|                                    |                                      | Đội được xếp thẳng vào vòng thi đấu | Đội được thi đấu do đã vượt qua vòng trước                                                                                                |
| ---------------------------------- | ------------------------------------ | --- | --- |
| Vòng loại thứ nhất (28 đội)        | Vòng loại thứ nhất (28 đội)          | - 28 đội vô địch từ các hiệp hội thứ 26 đến 28 và 30 đến 55 (trừ Liechtenstein) | |
| Vòng loại thứ hai (28 đội)         | Nhóm những đội vô địch (24 đội)      | - 8 đội vô địch từ các hiệp hội thứ 15 đến 18 và 20 đến 24 (trừ Nga) - 2 đội vô địch từ các hiệp hội thứ 25 và 29 là đội có hệ số câu lạc bộ cao nhất từ vòng loại thứ nhất ban đầu | - 14 đội chiến thắng từ vòng loại thứ nhất                                                                                                |
| Vòng loại thứ hai (28 đội)         | Nhóm những đội không vô địch (4 đội) | - 4 đội á quân từ các quốc gia xếp hạng 11-14 | |
| Vòng loại thứ ba (20 đội)          | Nhóm những đội vô địch (12 đội)      | | - 12 đội chiến thắng từ vòng loại thứ hai (nhóm các đội vô địch)                                                                          |
| Vòng loại thứ ba (20 đội)          | Nhóm những đội không vô địch (8 đội) | - 2 đội á quân từ các hiệp hội thứ 8 đến 9 - 1 đội hạng ba từ hiệp hội thứ 6 - 1 đội hạng tư từ hiệp hội thứ 5 - 2 đội á quân từ các hiệp hội thứ 10 và 15 là các đội có hệ số câu lạc bộ cao nhất từ vòng loại thứ hai ban đầu | - 2 đội chiến thắng từ vòng loại thứ 2 (nhóm các đội không vô địch)                                                                       |
| Vòng play-off (14 đội)             | Nhóm những đội vô địch (10 đội)      | - 3 đội vô địch từ các hiệp hội thứ 11 đến 13 - 1 đội vô địch từ hiệp hội thứ 19 là đội có hệ số câu lạc bộ cao nhất từ vòng loại thứ hai ban đầu | - 6 đội chiến thắng từ vòng loại thứ ba trong nhóm những đội vô địch                                                                      |
| Vòng play-off (14 đội)             | Nhóm những đội không vô địch (4 đội) | | - 4 đội chiến thắng từ vòng loại thứ ba trong nhóm những đội không vô địch                                                                |
| Vòng đấu hạng (36 đội)             | Vòng đấu hạng (36 đội)               | - 10 đội vô địch từ các hiệp hội thứ 1 đến 10 - 6 đội á quân từ các hiệp hội thứ 1 đến 6 - 5 đội hạng ba từ các hiệp hội thứ 1 đến 5 - 4 đội hạng tư từ các hiệp hội thứ 1 đến 4 - 1 đội vô địch từ hiệp hội thứ 14 là đội có hệ số câu lạc bộ cao nhất từ vòng play-off ban đầu - 1 đội á quân từ hiệp hội thứ 7 là đội có hệ số câu lạc bộ cao nhất từ vòng loại thứ ba ban đầu - Hai hiệp hội (Ý và Đức) ở mùa giải trước có điểm hệ số cao nhất sẽ được nhận thêm một suất tham dự Champions League. | - 5 đội chiến thắng từ vòng play-off trong nhóm những đội vô địch - 2 đội chiến thắng từ vòng play-off trong nhóm những đội không vô địch |
| Vòng loại trực tiếp sơ bộ (16 đội) | Vòng loại trực tiếp sơ bộ (16 đội)   | | - 16 đội xếp hạng từ thứ 9 đến 24 ở Vòng đấu hạng                                                                                         |
| Giai đoạn loại trực tiếp (16 đội)  | Giai đoạn loại trực tiếp (16 đội)    | | - 8 đội xếp hạng từ thứ 1 đến 8 ở Vòng đấu hạng - 8 đội thắng từ Vòng loại trực tiếp sơ bộ                                                |

Các thay đổi sẽ được đưa vào danh sách truy cập ở trên nếu đương kim vô địch UEFA Champions League và/hoặc UEFA Europa League có đủ điều kiện tham gia giải đấu thông qua các giải đấu nội địa của họ.
- Nếu các nhà vô địch UEFA Champions League đủ điều kiện tham dự vòng bảng qua giải đấu nội địa của họ, nhà vô địch của quốc gia xếp hạng 11 (Áo vào mùa 2019-20) sẽ bước vào vòng đấu bảng, và các nhà vô địch của các hiệp hội được xếp hạng cao nhất trong các vòng đấu trước cũng sẽ được thăng hạng.
- Nếu đội vô địch UEFA Europa League đủ điều kiện tham gia vòng bảng qua giải đấu trong nước, đội bóng thứ ba của hiệp hội 5 (Pháp) sẽ bước vào vòng bảng, và những đội không phải là vô địch của các hiệp hội được xếp hạng cao nhất trong các vòng đấu trước cũng sẽ được sắp xếp cho phù hợp.
- Nếu đội vô địch UEFA Champions League và/hoặc UEFA Europa League[UEL] không đủ điều kiện tham dự vòng bảng thông qua giải đấu trong nước thì vị trí của họ trong vòng bảng sẽ được bỏ trống, và các đội của các hiệp hội được xếp hạng cao nhất trong các vòng đấu trước sẽ được thăng hạng.
- Một hiệp hội có thể có tối đa năm đội trong giai đoạn vòng bảng. Do đó, nếu cả hai đội giữ danh hiệu Champions League và Europa League đều đến từ cùng một hiệp hội, đội đứng thứ tư của giải đấu trong nước sẽ không thi đấu ở Champions League và thay vào đó thi đấu tại Europa League (trường hợp này thuộc về Anh Quốc 2019-20).
- Liechtenstein không có giải vô địch quốc gia chỉ có Cúp quốc gia nên chỉ được tham dự UEFA Europa League.

## Trọng tài

### Xếp hạng
Đơn vị trọng tài UEFA được chia thành năm loại dựa trên kinh nghiệm. Một trọng tài ban đầu được đưa vào Hạng 4 ngoại trừ các trọng tài đến từ Pháp, Đức, Anh, Ý hoặc Tây Ban Nha. Các trọng tài từ năm quốc gia này thường thoải mái với các trận đấu chuyên nghiệp hàng đầu và do đó được đặt trực tiếp vào Loại 3. Mỗi màn trình diễn của trọng tài được quan sát và đánh giá sau mỗi trận đấu; hạng mục của anh ấy có thể được sửa đổi hai lần mỗi mùa, nhưng trọng tài không thể được thăng hạng trực tiếp từ Hạng mục 3 lên Hạng mục Ưu tú.

### Chỉ định
Phối hợp với Đơn vị trọng tài UEFA, Ủy ban trọng tài UEFA chịu trách nhiệm chỉ định trọng tài cho các trận đấu. Các trọng tài được bổ nhiệm dựa trên các trận đấu, màn trình diễn và mức độ thể lực trước đó. Để ngăn chặn sự thiên vị, Champions League có tính quốc tịch. Không trọng tài nào có thể có cùng quốc tịch với bất kỳ câu lạc bộ nào trong các bảng. Các chỉ định về trọng tài, được đề xuất bởi Đơn vị trọng tài UEFA, được gửi đến Ủy ban trọng tài UEFA để được thảo luận hoặc sửa đổi. Sau khi có sự đồng thuận, tên của trọng tài được chỉ định sẽ được giữ bí mật cho đến hai ngày trước trận đấu với mục đích giảm thiểu ảnh hưởng của công chúng.

### Giới hạn
Kể từ năm 1990, một trọng tài quốc tế của UEFA không thể vượt quá 45 tuổi. Sau khi bước sang tuổi 45, một trọng tài phải từ chức vào cuối mùa giải. Giới hạn độ tuổi được thiết lập để đảm bảo mức độ thể dục. Ngày nay, các trọng tài UEFA Champions League được yêu cầu phải vượt qua bài kiểm tra thể lực thậm chí để được xem xét ở cấp độ quốc tế.

## Tài trợ

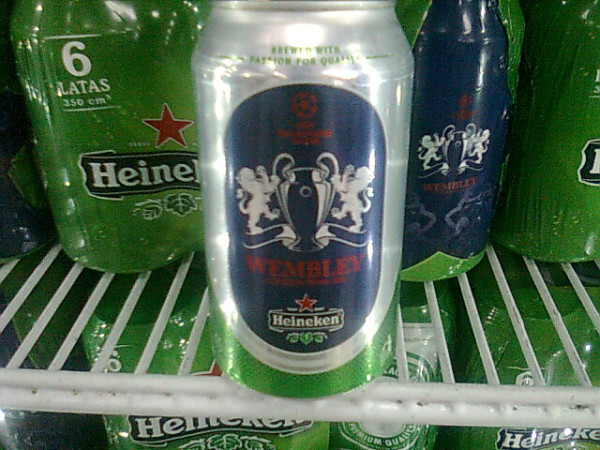
Một lon Heineken có logo của Chung kết UEFA Champions League 2011

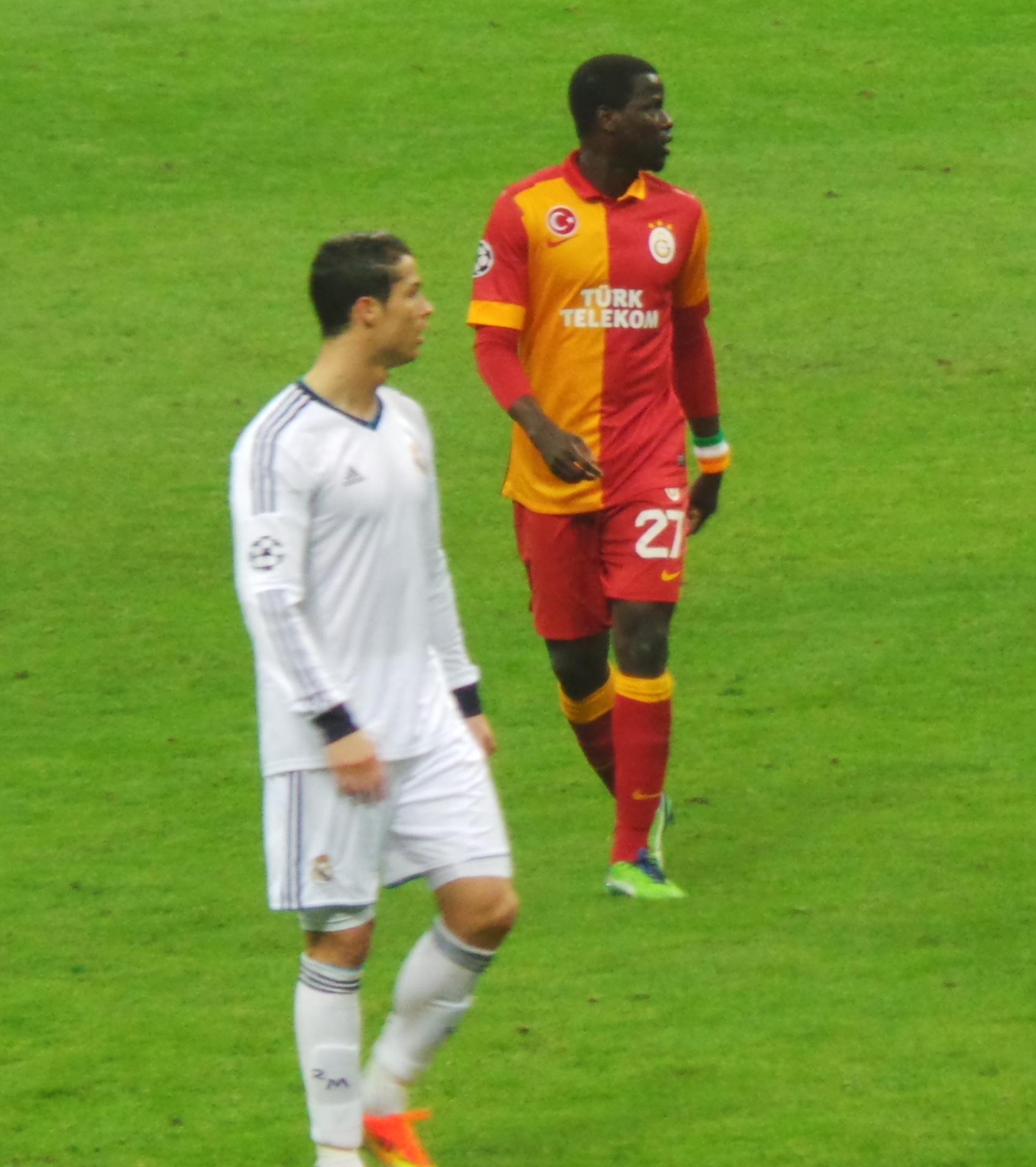
Quảng cáo cá cược bị cấm ở Thổ Nhĩ Kỳ. Vào ngày 9 tháng 4 năm 2013, Real Madrid (có nhà tài trợ áo đấu là bwin lúc bấy giờ) được yêu cầu mặc áo không có nhà tài trợ khi thi đấu với Galatasaray ở Istanbul.

Giống như FIFA World Cup, UEFA Champions League được tài trợ bởi một nhóm các tập đoàn đa quốc gia, trái ngược với nhà tài trợ chính duy nhất thường thấy trong các giải đấu hàng đầu quốc gia. Khi Champions League được thành lập vào năm 1992, người ta đã quyết định tối đa tám công ty nên được phép tài trợ cho sự kiện này, với mỗi công ty được phân bổ bốn bảng quảng cáo xung quanh chu vi của sân, cũng như vị trí logo ở trước và sau phỏng vấn sau trận đấu và một số lượng vé nhất định cho mỗi trận đấu. Điều này, kết hợp với một thỏa thuận để đảm bảo các nhà tài trợ giải đấu được ưu tiên trên các quảng cáo truyền hình trong các trận đấu, đảm bảo rằng mỗi nhà tài trợ chính của giải đấu đều được tiếp xúc tối đa.
Từ giai đoạn đấu loại trực tiếp 2012-13, UEFA đã sử dụng quảng cáo LED được lắp đặt tại các sân vận động loại trực tiếp, bao gồm cả giai đoạn cuối. Từ mùa giải 2015-16 trở đi, UEFA đã sử dụng cách quảng cáo như vậy từ vòng play-off cho đến trận chung kết.
Các nhà tài trợ chính của giải đấu cho giai đoạn 2021–24 là:
- Oppo[70]
- FedEx[71]
- Turkish Airlines[72]
- Heineken N.V.[73]
  - Heineken (trừ Albania, Azerbaijan, Bosnia và Herzegovina, Kazakhstan, Kosovo, Pháp, Na Uy và Thổ Nhĩ Kỳ)
    - Heineken Silver
- Just Eat Takeaway[74]
  - 10bis (chỉ ở Israel)
  - Bistro (chỉ ở Slovakia)
  - Just Eat
    - Đan Mạch
    - Pháp
    - Cộng hòa Ireland
    - Ý
    - Tây Ban Nha
    - Thụy Sĩ
    - Vương quốc Liên hiệp Anh và Bắc Ireland

  - Lieferando (chỉ ở Đức và Áo)
  - Pyszne (chỉ ở Ba Lan)
  - Grubhub và Seamless (chỉ ở Hoa Kỳ)
  - SkipTheDishes (chỉ ở Canada)
  - Takeaway (chỉ ở Bỉ, Bulgaria và Luxembourg)
  - Thuisbezorgd (chỉ ở Hà Lan)
- Mastercard[75]
- PepsiCo[76]
  - Pepsi
  - Pepsi Max
  - Lay's (chỉ ở Australasia, Balkan, Thổ Nhĩ Kỳ, Cộng hòa Ireland và Vương quốc Liên hiệp Anh và Bắc Ireland)
  - Smith's (chỉ ở Australasia)
  - Walkers (chỉ ở Vương quốc Liên hiệp Anh và Bắc Ireland và Cộng hòa Ireland)
  - Ruffles (chỉ ở Thổ Nhĩ Kỳ)
  - Chipsy (chỉ ở Croatia, Albania, Serbia, Montenegro, Bosna và Hercegovina, Kosovo và Bắc Macedonia)
  - Rockstar (chỉ ở Việt Nam)
- Sony[77]
  - PlayStation 5
- Socios.com (chỉ ở Hoa Kỳ)[78]

Adidas là nhà tài trợ thứ cấp và cung cấp bóng trận đấu chính thức, Adidas Finale, còn đồng phục trọng tài được tài trợ bởi Macron. Hublot cũng là nhà tài trợ thứ cấp với tư cách là ban chính thức thứ tư của cuộc thi.
Câu lạc bộ cá nhân có thể mặc áo với quảng cáo. Tuy nhiên, chỉ có một tài trợ được phép cho mỗi áo ngoài của nhà sản xuất. Các ngoại lệ được thực hiện cho các tổ chức phi lợi nhuận, có thể xuất hiện ở mặt trước của áo, kết hợp với nhà tài trợ chính hoặc ở mặt sau, dưới số đội hình hoặc trên khu vực cổ áo.
Nếu các câu lạc bộ chơi một trận đấu trong một quốc gia nơi danh mục tài trợ có liên quan bị hạn chế (chẳng hạn như hạn chế quảng cáo rượu của Pháp), thì họ phải xóa logo đó khỏi áo của họ. Ví dụ, khi Rangers thi đấu bên phía Pháp với Auxerre và Strasbourg tại Champions League 1996-97 và UEFA Cup, các cầu thủ của Rangers đã đeo logo của Center Parcs thay vì McEwan's Lager (cả hai công ty lúc đó là công ty con của Scottish & Newcastle).

## Truyền thông
Giải đấu thu hút đông đảo khán giả truyền hình, không chỉ ở châu Âu, mà trên toàn thế giới. Trận chung kết của giải đấu, trong những năm gần đây, là sự kiện thể thao thường niên được theo dõi nhiều nhất trên thế giới. Trận chung kết của giải đấu 2012-13 có xếp hạng truyền hình cao nhất cho đến nay, thu hút khoảng 360 triệu khán giả truyền hình.

## Thống kê theo đội bóng

### Thành tích theo câu lạc bộ
| Câu lạc bộ               | Số lần vô địch | Số lần về nhì | Mùa giải vô địch                                                                         | Mùa giải về nhì                          |
| ------------------------ | -------------- | ------------- | ---------------------------------------------------------------------------------------- | ---------------------------------------- |
| Real Madrid              | 15             | 3             | 1956, 1957, 1958, 1959, 1960, 1966, 1998, 2000, 2002, 2014, 2016, 2017, 2018, 2022, 2024 | 1962, 1964, 1981                         |
| Milan                    | 7              | 4             | 1963, 1969, 1989, 1990, 1994, 2003, 2007                                                 | 1958, 1993, 1995, 2005                   |
| Bayern München           | 6              | 5             | 1974, 1975, 1976, 2001, 2013, 2020                                                       | 1982, 1987, 1999, 2010, 2012             |
| Liverpool                | 6              | 4             | 1977, 1978, 1981, 1984, 2005, 2019                                                       | 1985, 2007, 2018, 2022                   |
| Barcelona                | 5              | 3             | 1992, 2006, 2009, 2011, 2015                                                             | 1961, 1986, 1994                         |
| Ajax                     | 4              | 2             | 1971, 1972, 1973, 1995                                                                   | 1969, 1996                               |
| Inter Milan              | 3              | 4             | 1964, 1965, 2010                                                                         | 1967, 1972, 2023, 2025                   |
| Manchester United        | 3              | 2             | 1968, 1999, 2008                                                                         | 2009, 2011                               |
| Juventus                 | 2              | 7             | 1985, 1996                                                                               | 1973, 1983, 1997, 1998, 2003, 2015, 2017 |
| Benfica                  | 2              | 5             | 1961, 1962                                                                               | 1963, 1965, 1968, 1988, 1990             |
| Chelsea                  | 2              | 1             | 2012, 2021                                                                               | 2008                                     |
| Nottingham Forest        | 2              | 0             | 1979, 1980                                                                               | —                                        |
| Porto                    | 2              | 0             | 1987, 2004                                                                               | —                                        |
| Borussia Dortmund        | 1              | 2             | 1997                                                                                     | 2013, 2024                               |
| Celtic                   | 1              | 1             | 1967                                                                                     | 1970                                     |
| Hamburger SV             | 1              | 1             | 1983                                                                                     | 1980                                     |
| Steaua București         | 1              | 1             | 1986                                                                                     | 1989                                     |
| Marseille                | 1              | 1             | 1993                                                                                     | 1991                                     |
| Manchester City          | 1              | 1             | 2023                                                                                     | 2021                                     |
| Paris Saint Germain      | 1              | 1             | 2025                                                                                     | 2020                                     |
| Feyenoord                | 1              | 0             | 1970                                                                                     | —                                        |
| Aston Villa              | 1              | 0             | 1982                                                                                     | —                                        |
| PSV Eindhoven            | 1              | 0             | 1988                                                                                     | —                                        |
| Sao Đỏ Belgrade          | 1              | 0             | 1991                                                                                     | —                                        |
| Atlético Madrid          | 0              | 3             | —                                                                                        | 1974, 2014, 2016                         |
| Reims                    | 0              | 2             | —                                                                                        | 1956, 1959                               |
| Valencia                 | 0              | 2             | —                                                                                        | 2000, 2001                               |
| Fiorentina               | 0              | 1             | —                                                                                        | 1957                                     |
| Eintracht Frankfurt      | 0              | 1             | —                                                                                        | 1960                                     |
| Partizan                 | 0              | 1             | —                                                                                        | 1966                                     |
| Panathinaikos            | 0              | 1             | —                                                                                        | 1971                                     |
| Leeds United             | 0              | 1             | —                                                                                        | 1975                                     |
| Saint-Étienne            | 0              | 1             | —                                                                                        | 1976                                     |
| Borussia Mönchengladbach | 0              | 1             | —                                                                                        | 1977                                     |
| Club Brugge              | 0              | 1             | —                                                                                        | 1978                                     |
| Malmö FF                 | 0              | 1             | —                                                                                        | 1979                                     |
| Roma                     | 0              | 1             | —                                                                                        | 1984                                     |
| Sampdoria                | 0              | 1             | —                                                                                        | 1992                                     |
| Bayer Leverkusen         | 0              | 1             | —                                                                                        | 2002                                     |
| Monaco                   | 0              | 1             | —                                                                                        | 2004                                     |
| Arsenal                  | 0              | 1             | —                                                                                        | 2006                                     |
| Tottenham Hotspur        | 0              | 1             | —                                                                                        | 2019                                     |

### Thành tích theo quốc gia
| Quốc gia    | Vô địch | Á quân | Tổng cộng |
| ----------- | ------- | ------ | --------- |
| Tây Ban Nha | 20      | 11     | 31        |
| Anh         | 15      | 11     | 26        |
| Ý           | 12      | 18     | 30        |
| Đức         | 8       | 11     | 19        |
| Hà Lan      | 6       | 2      | 8         |
| Bồ Đào Nha  | 4       | 5      | 9         |
| Pháp        | 2       | 6      | 8         |
| România     | 1       | 1      | 2         |
| Scotland    | 1       | 1      | 2         |
| Nam Tư      | 1       | 1      | 2         |
| Bỉ          | 0       | 1      | 1         |
| Hy Lạp      | 0       | 1      | 1         |
| Thụy Điển   | 0       | 1      | 1         |

Ghi chú
1. ↑  Bao gồm các câu lạc bộ đại diện Tây Đức. Không có câu lạc bộ nào đại diện Đông Đức góp mặt ở trận chung kết.
2. ↑  Cả hai lần xuất hiện ở trận chung kết của Nam Tư đều của các câu lạc bộ từ CHXHCN Serbia

## Thống kê theo cầu thủ

### Các cầu thủ ghi nhiều bàn thắng nhất
Tính đến 1 tháng 6 năm 2025
‡ cho biết cầu thủ đến từ thời kỳ Cúp C1 Châu Âu.
Bảng dưới đây không bao gồm các bàn thắng ghi trong giai đoạn vòng loại.
|    | Cầu thủ              | Quốc tịch   | Bàn thắng | Số trận | Hiệu suất | Năm thi đấu | Câu lạc bộ                                                          |
| -- | -------------------- | ----------- | --------- | ------- | --------- | ----------- | ------------------------------------------------------------------- |
| 1  | Cristiano Ronaldo    | Bồ Đào Nha  | 140       | 183     | 0.77      | 2003–2022   | Manchester United (21), Real Madrid (105), Juventus (14)            |
| 2  | Lionel Messi         | Argentina   | 129       | 161     | 0.8       | 2005–2023   | Barcelona (120), Paris Saint-Germain (9)                            |
| 3  | Robert Lewandowski   | Ba Lan      | 105       | 133     | 0.79      | 2011–       | Borussia Dortmund (17), Bayern Munich (69), Barcelona (19)          |
| 4  | Karim Benzema        | Pháp        | 90        | 152     | 0.59      | 2006–2023   | Lyon (12), Real Madrid (78)                                         |
| 5  | Raúl                 | Tây Ban Nha | 71        | 142     | 0.5       | 1995–2011   | Real Madrid (66), Schalke 04 (5)                                    |
| 6  | Thomas Müller        | Đức         | 57        | 163     | 0.35      | 2009–       | Bayern Munich                                                       |
| 7  | Ruud van Nistelrooy  | Hà Lan      | 56        | 73      | 0.77      | 1998–2009   | PSV Eindhoven (8), Manchester United (35), Real Madrid (13)         |
| 8  | Kylian Mbappé        | Pháp        | 55        | 87      | 0.66      | 2016–       | Monaco (6), Paris Saint-Germain (42), Real Madrid (7)               |
| 9  | Thierry Henry        | Pháp        | 50        | 112     | 0.45      | 1997–2010   | Monaco (7), Arsenal (35), Barcelona (8)                             |
| 10 | Erling Haaland       | Na Uy       | 49        | 48      | 1.02      | 2019–       | Red Bull Salzburg (8), Borussia Dortmund (15), Manchester City (26) |
| 10 | Alfredo Di Stéfano ‡ | Argentina   | 49        | 58      | 0.84      | 1955–1964   | Real Madrid                                                         |

### Những cầu thủ ra sân nhiều nhất
Tính đến ngày 1 tháng 6 năm 2025
‡ cho biết cầu thủ đến từ thời kỳ Cúp C1 Châu Âu
Bảng dưới đây không bao gồm việc ra sân trong giai đoạn vòng loại.
|   | Cầu thủ           | Quốc tịch   | Số trận | Năm thi đấu | Câu lạc bộ                                               |
| - | ----------------- | ----------- | ------- | ----------- | -------------------------------------------------------- |
| 1 | Cristiano Ronaldo | Bồ Đào Nha  | 183     | 2003–2022   | Manchester United (59), Real Madrid (101), Juventus (23) |
| 2 | Iker Casillas     | Tây Ban Nha | 177     | 1999–2019   | Real Madrid (150), Porto (27)                            |
| 3 | Lionel Messi      | Argentina   | 163     | 2004–2023   | Barcelona (149), Paris Saint-Germain (14)                |
| 3 | Thomas Müller     | Đức         | 163     | 2009–       | Bayern Munich                                            |
| 5 | Karim Benzema     | Pháp        | 152     | 2005–2023   | Lyon (19), Real Madrid (133)                             |
| 6 | Toni Kroos        | Đức         | 151     | 2008–2024   | Bayern Munich (41), Real Madrid (110)                    |
| 6 | Xavi              | Tây Ban Nha | 151     | 1998–2015   | Barcelona                                                |
| 8 | Manuel Neuer      | Đức         | 150     | 2007–       | Schalke 04 (22), Bayern Munich (128)                     |
| 9 | Sergio Ramos      | Tây Ban Nha | 142     | 2005–       | Real Madrid (129), Paris Saint-Germain (6), Sevilla (5)  |
| 9 | Raúl              | Tây Ban Nha | 142     | 1995–2011   | Real Madrid (130), Schalke 04 (12)                       |
| 9 | Luka Modric       | Croatia     | 142     | 2010–       | Tottenham Hotspur (8), Real Madrid (134)                 |

Ghi chú
1. ↑  Ronaldo ghi thêm một bàn thắng[86] trong bốn trận vòng loại.

## Giải thưởng
Bắt đầu từ mùa giải 2021–22, UEFA đã giới thiệu giải thưởng Cầu thủ xuất sắc nhất mùa giải UEFA Champions League.
Ban giám khảo bao gồm các huấn luyện viên của các câu lạc bộ tham gia vòng bảng của cuộc thi, cũng như 55 nhà báo được lựa chọn bởi nhóm European Sports Media (ESM), một người từ mỗi hiệp hội thành viên UEFA.
| Mùa giải                                             | Cầu thủ                                              | Câu lạc bộ                                           |
| Cầu thủ xuất sắc nhất mùa giải UEFA Champions League | Cầu thủ xuất sắc nhất mùa giải UEFA Champions League | Cầu thủ xuất sắc nhất mùa giải UEFA Champions League |
| ---------------------------------------------------- | ---------------------------------------------------- | ---------------------------------------------------- |
| 2021–22                                              | Karim Benzema                                        | Real Madrid                                          |
| 2022–23                                              | Rodri                                                | Manchester City                                      |
| 2023–24                                              | Vinícius Júnior                                      | Real Madrid                                          |
| 2024–25                                              | Ousmane Dembele                                      | Paris Saint-Germain                                  |

Cùng mùa giải, UEFA cũng giới thiệu giải thưởng Cầu thủ trẻ xuất sắc nhất mùa giải UEFA Champions League.
| Mùa giải                                                 | Cầu thủ                                                  | Câu lạc bộ                                               |
| Cầu thủ trẻ xuất sắc nhất mùa giải UEFA Champions League | Cầu thủ trẻ xuất sắc nhất mùa giải UEFA Champions League | Cầu thủ trẻ xuất sắc nhất mùa giải UEFA Champions League |
| -------------------------------------------------------- | -------------------------------------------------------- | -------------------------------------------------------- |
| 2021–22                                                  | Vinícius Júnior                                          | Real Madrid                                              |
| 2022–23                                                  | Khvicha Kvaratskhelia                                    | Napoli                                                   |
| 2023–24                                                  | Jude Bellingham                                          | Real Madrid                                              |
| 2024–25                                                  | Désiré Doué                                              | Paris Saint-Germain                                      |